# Anton Carl Ludwig von Tabouillot
Anton Carl Ludwig von Tabouillot oder Charles Antoine Louis de Tabouillot (* 26. Dezember 1775 auf Schloss Regret bei Verdun; † 17. Februar 1813 in Essen) war ein französisch-deutscher Gutsbesitzer, preußischer Hauptmann und Bürgermeister von Essen.

## Leben
Tabouillot entstammte einem französischen Adelsgeschlecht Tabouillot aus Regret bei Verdun, dessen Stammreihe mit dem französischen Procureur Claude de Tabouillot (* 1630) begann. Louis de Tabouillot war der Sohn eines Gutsbesitzers. Er flüchtete 1793 in den Wirren der Französischen Revolution aus seinem Elternhaus nach Preußen. Folglich gründete den deutschen Familienzweig.
Als Kadett trat er in preußische Dienste und wurde 1795 preußischer Sekondeleutnant. In dieser Zeit gelangte er nach Essen und heiratete dort am 26. September 1802 Jeannette Brüning aus alteingesessener Familie. Er verließ die preußische Armee 1810 im Rang eines Hauptmanns und kehrte zu seiner Familie nach Essen im damaligen Großherzogtum Berg zurück.
Nachdem die Herrschaft der Essener Fürstäbtissinnen 1802 beendet worden war, führte Napoléon 1806 in den Modellstaaten des Rheinbunds, und damit auch in Essen, eine Verwaltung nach französischem Vorbild ein. Am 21. Mai 1811 wurde Tabouillot zum Maire, trug als letzter diese Titulatur, (Bürgermeister) von Essen ernannt und am 31. Mai des Jahres offiziell in das Amt eingeführt. Dieses Amt behielt er bis zu seinem Tod im Jahr 1813. In dieser Zeit hauchte der Adelige Bürgermeister Essen einen gewissen Lebensstil mit Theateraufführungen und Bällen ein. Er investierte in marode Schulen und verbot den Bürgern, ihren Viehmist vor den Häusertüren aufzutürmen. Er ließ die Misthaufen und Jauchegruben in der Stadt beseitigen.
Als Nachfolger war von der französischen Regierung Johann Conrad Kopstadt vorgesehen, tatsächlich wurde es Heinrich Arnold Huyssen.